# Batus hirticornis
Batus hirticornis là một loài bọ cánh cứng trong họ Cerambycidae.